# NGC 3621
NGC 3621 è una galassia a spirale barrata di tipo SBcd, si trova nella costellazione Idra e è stata scoperta da William Herschel il 17 febbraio 1790. La galassia ha un angolo di estensione del 12,3 'x 7,1' e una magnitudine apparente di +9,4 piace. È conosciuta anche come ESO 377-37, MCG 5-27-8, UGCA 232, AM 1115-323, IRAS 11159-3235 e PGC 34554.

## Galleria d'immagini

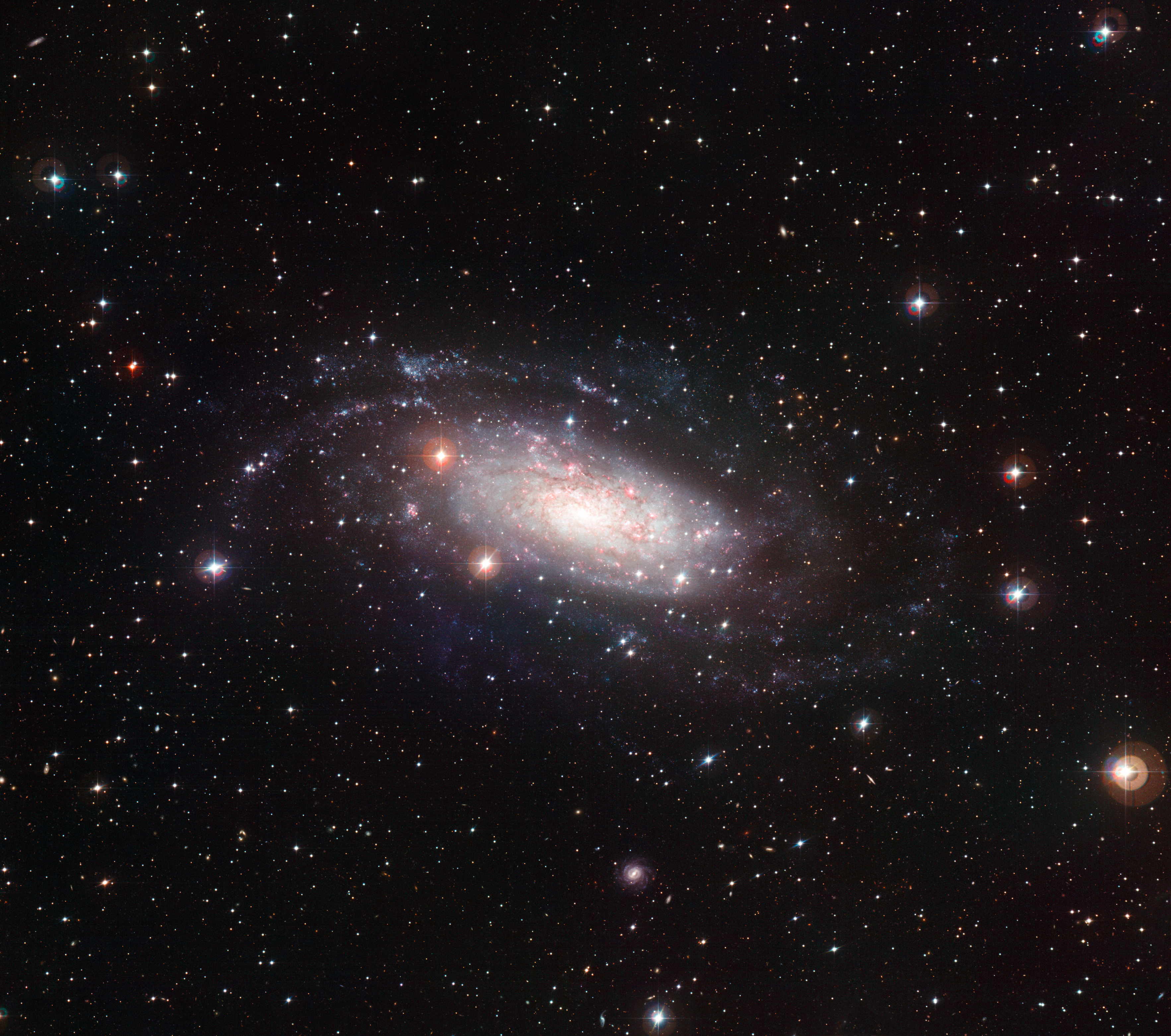
NGC 3621  (ESO)
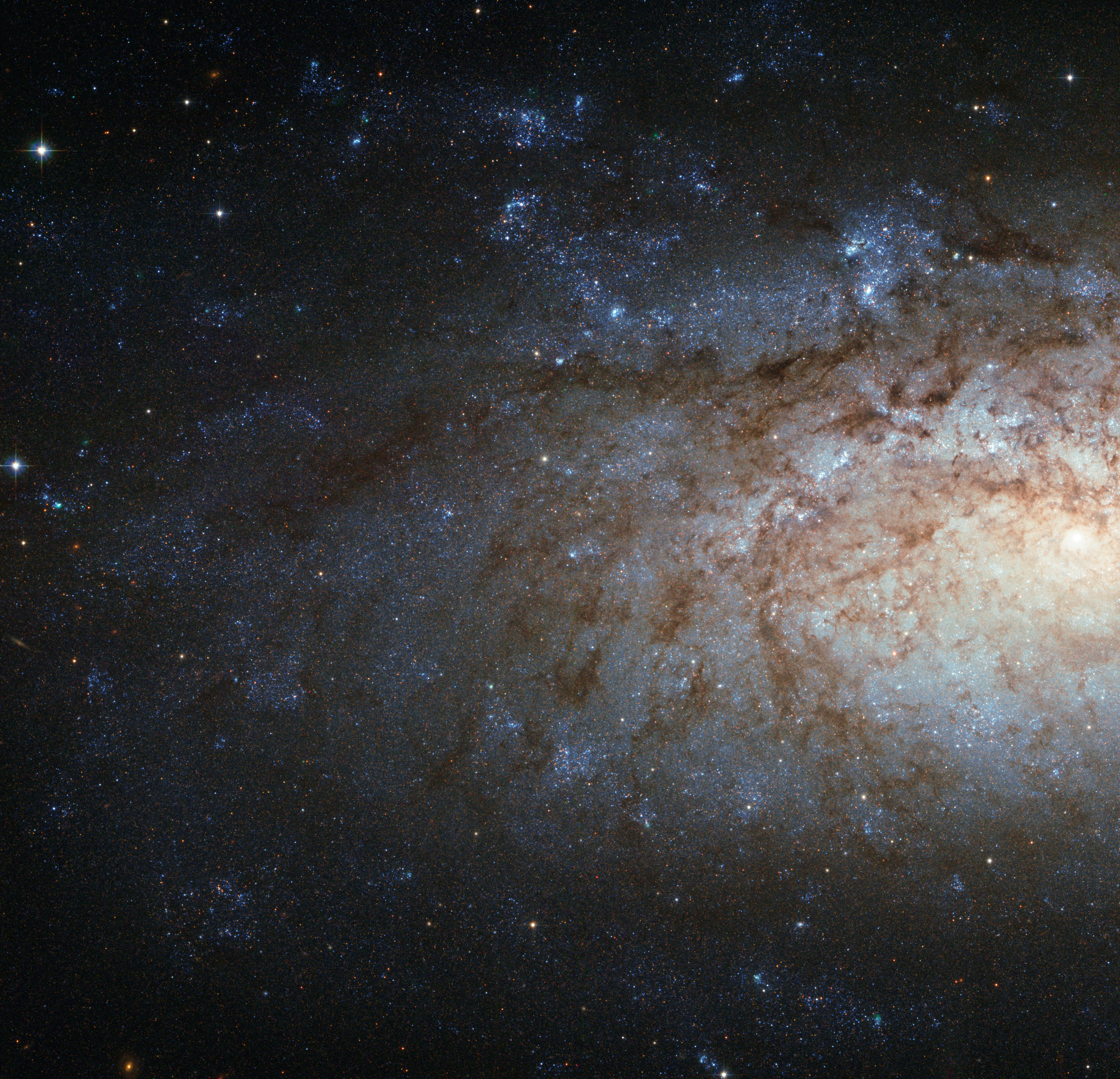
NGC 3621  (Telescopio spaziale Hubble)
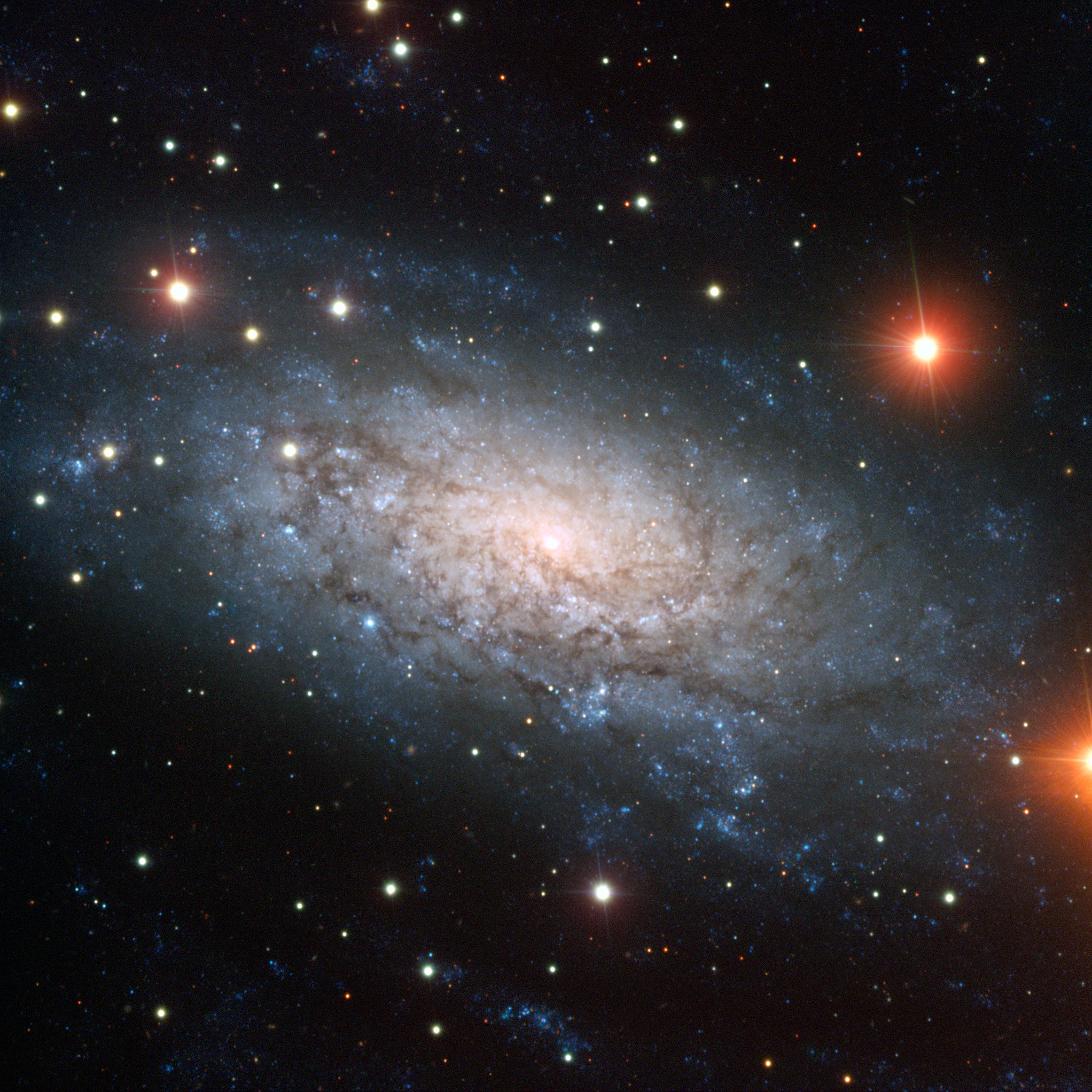
NGC 3621  (Very Large Telescope - VLT)